# Настасівка (Лозівський район)
Наста́сівка —  село в Україні, у Близнюківській селищній громаді Лозівського району Харківської області. Населення становить 164 осіб. До 2020 орган місцевого самоврядування — Надеждинська сільська рада.

## Географія
Село Настасівка знаходиться на лівому березі річки Бритай. Примикає до села Надеждине.

## Історія
1850 — дата заснування.
12 червня 2020 року, відповідно до Розпорядження Кабінету Міністрів України № 725-р «Про визначення адміністративних центрів та затвердження територій територіальних громад Харківської області», увійшло до складу Близнюківської селищної громади.
19 липня 2020 року, в результаті адміністративно-територіальної реформи та ліквідації Близнюківського району, увійшло до складу Лозівського району Харківської області.

## Економіка
- В селі є молочнотоварна ферма.